# Chaido Alexouli
Chaido Alexouli, auch Haido Alexouli (griechisch Χάιδω Αλεξούλη, * 29. März 1991 in Larisa), ist eine ehemalige griechische Leichtathletin, die sich auf den Weitsprung spezialisiert hat. 

## Sportliche Laufbahn
Erste internationale Erfahrungen sammelte Chaido Alexouli im Jahr 2007, als sie bei den Jugendweltmeisterschaften in Ostrava ohne einen gültigen Versuch in der Qualifikationsrunde ausschied. Anschließend verpasste sie auch beim Europäischen Olympischen Jugendfestival (EYOF) in Belgrad mit 5,72 m den Finaleinzug. 2009 belegte sie bei den Junioren-Balkan-Meisterschaften in Schimatari mit 5,85 m den vierten Platz und 2014 gelangte sie bei den Balkan-Meisterschaften in Pitești mit 5,96 m auf Rang sechs. Im Jahr darauf gewann sie bei den Balkan-Hallenmeisterschaften in Istanbul mit 6,04 m die Bronzemedaille hinter der Rumänin Florentina Iușco und Serpil Koçak aus der Türkei. Im Juli gewann sie dann bei den Balkan-Meisterschaften in Pitești mit 6,29 m die Silbermedaille hinter der Rumänin Iușco. 2016 gewann sie bei den Balkan-Hallenmeisterschaften in Istanbul mit 6,26 m die Silbermedaille hinter der Serbin Ivana Vuleta. Im Juli schied sie bei den Europameisterschaften in Amsterdam mit 6,43 m in der Qualifikationsrunde aus und anschließend verpasste sie bei den Olympischen Sommerspielen in Rio de Janeiro mit 6,13 m den Finaleinzug. Im Jahr darauf gewann sie bei den Balkan-Hallenmeisterschaften in Belgrad mit 6,49 m die Silbermedaille hinter Vuleta und im Juli siegte sie mit 6,41 m bei den Balkan-Meisterschaften in Novi Pazar. Anschließend schied sie bei den Weltmeisterschaften in London mit 5,94 m in der Qualifikationsrunde aus. 2018 belegte sie bei den Balkan-Hallenmeisterschaften in Istanbul mit 6,09 m den vierten Platz und im Juni belegte sie bei den Mittelmeerspielen in Tarragona mit 6,39 m den siebten Platz. Anschließend gelangte sie bei den Balkan-Meisterschaften in Stara Sagora mit 6,25 m auf den fünften Platz, ehe sie bei den Europameisterschaften in Berlin mit 6,21 m den Finaleinzug verpasste. 2019 bestritt sie ihre letzte Wettkampfsaison und beendete daraufhin ihre aktive sportliche Karriere im Alter von 28 Jahren.
In den Jahren 2014, 2015 und 2017 wurde Alexouli griechische Meisterin im Weitsprung im Freien sowie von 2015 bis 2019 in der Halle.